# Россия (фракция)
«Россия» — депутатская группа в Государственной Думе России 1 созыва. Дата регистрации: 24 марта 1995 года. Основу группы составили депутаты из различных фракций и групп, преимущественно демократической и центристской ориентации. Группа была одной из малоактивных в Госдуме 1 созыва.
Политическая ориентация фракции — левый центризм, поддержка президента Б. Ельцина и правительства В. Черномырдина, лоббизм, развитие сотрудничества со странами СНГ, переход на мажоритарную систему избрания депутатов. В Госдуме 2 созыва несколько депутатов, сумевших переизбраться, примыкали к различным политическим силам.
В Парламентской ассамблее Совета Европы группу «Россия» представляли А. Аулов (избран по списку блока «Выбор России») и С. Запольский (избран по списку ДПР).

## История
Депутатская группа «Россия» была создана в начале 1995 года, объединив 35 депутатов, в том числе 12 из группы НРП, пятерых из ПРЕС, четверых из «Выбора России», по два из АПР и «Союза 12 декабря», одного из ДПР и 9 независимых. Председателем стал Игорь Шичанин (избран по списку ПРЕС), пресс-секретарём — Игорь Панков. Создатели группы декларировали пропрезидентскую и проправительственную ориентацию, активно сотрудничая с Председателем Госдумы Иваном Рыбкиным, к тому моменту уже фактически перешедшему на сторону властей.
Группа была зарегистрирована на заседании Комитета по организации работы Госдумы 24 марта 1995 года, но решение Комитета о регистрации группы было подписано лишь через несколько дней и опубликовано только в начале апреля. Принадлежность депутатов к группе в секторе подготовки стенограмм стали указывать начиная с 5 апреля (первое пленарное заседание после 24 марта). Начиная с 7 апреля группа стала получать слово по повестке дня, то есть была признана в полной мере существующей. Группа «Россия» долго не оглашала своего руководящего состава, не проводила пресс-конференций и редко заседала. Результаты многих поимённых голосований показывали, что у группы не было единой позиции по существенным вопросам.
Несмотря на декларируемую пропрезидентскую и проправительственную ориентацию, группа не представляла собой монолитную политическую силу и её члены при поимённых голосованиях занимали разные позиции. Например, весной 1995 года произошёл конфликт между Президентом и Госдумой из-за закон о выборах депутатов. В то время как большая часть депутатов собирались сохранить прежнее соотношение между депутатами, избираемыми по партийным спискам и по одномандатным округам, Президент предлагал избирать 300 депутатов по округам и 150 по спискам. 11 мая 15 депутатов из группы «Россия» проголосовали за преодоление президентского вето на новый закон о выборах Думы, против — 6, 15 человек не голосовали. Группы НРП и «Стабильность» выпустили совместное заявление в котором призвали полностью заменить пропорциональную систему выборов на мажоритарную, в то же время в качестве компромисса согласившись с предложением Президента. Под заявлением стояла подпись И. Шичанина от имени группы «Россия», которая однако чуть позже была вычеркнута. 24 мая во время дискуссии в Госдуме И. Шичанин, выступая от имени группы, повёл себя довольно умеренно, подчеркнув, что большинство членов его группы выступают против президентских поправок и предложил вето Президента не преодолевать, а создать согласительную комиссию.
Весной 1995 года власти начали осуществлять план создания двух партий власти, правоцентристского движения «Наш дом — Россия» во главе с премьером Черномырдиным и левоцентристского блока во главе с председателем Госдумы И. Рыбкиным. Согласно этому плану группа «Стабильность» была закреплена за блоком Черномырдина, а «Россия» — за будущим блоком Рыбкина. Такая заметная разница в весовых категориях вызвала отток депутатов из «России» в «Стабильность». Минимально необходимую численность группы в 35 депутатов приходилось поддерживать за счёт переманивания членов из других фракций и групп, в первую очередь из фракции ПРЕС.
В мае 1995 года в преддверии декабрьских выборов в Госдуму часть членов группы «Россия» образовали Общественно-политическое объединение «Народное движение — Россия» во главе с И. Шичаниным. Позднее объединение стало одним из учредителей Блока Ивана Рыбкина.
21 июня 1995 в Госдуме обсуждался вопрос о недоверии Правительству. Председатель «России» И. Шичанин заявил, что группа приняла решение не участвовать в голосовании. На саммо деле около половины членов группы в голосовании приняли участие. 9 депутатов (Виктор Берестовой, Владимир Гоман, Евгений Гусаров, Валерий Кирпичников, Пётр Матяшов, Игорь Муравьёв, Анатолий Попов, Владимир Уткин и Сергей Шульгин) проголосовали за недоверие Правительству, Нина Волкова воздержалась, 6 депутатов проголосовали против. 1 июля И. Шичанин заявил, что группа не будет голосовать за недоверие, так как главное условие депутатов, отставка силовых министров, выполнено. В результате за недоверие проголосовали двое депутатов (И. Муравьёв и В. Уткин), Александр Пискунов воздержался, ещё 13 депутатов выступили против объявления вотума недоверия.
12 июля 1995 года 32 члена группы «Россия» не стали участвовать в голосовании по вопросу создания специальной комиссии по выдвижению обвинения против Президента, за создание комиссии выступили 3 депутата (П. Матяшов, А. Пискунов и Зифкат Саетгалиев), против — 1 (Владимир Рыжков).
13 октября 1995 года при первом чтении проекта бюджета на 1996 год, за предложение Бюджетного комитета (передать проект, внесённый правительством, в согласительную комиссию без упоминания об отклонении) и за предложение «Яблока» (отклонить с передачей в согласительную комиссию) голосовали по 4 депутата, в том числе 1 депутат — за оба варианта. 18 октября за принятие бюджета в первом чтении голосовали 13 депутатов, большинство поддержало передачу бюджета в согласительную комиссию. 15 ноября группа поддержала проект бюджета в первом чтении в изначальной редакции и в редакции Задорнова, но в окончательной редакции (Лапшина—Чубайса) за бюджет голосовали только 14 депутатов. 6 декабря группа поддержала бюджет во втором и третьем чтениях.

## Выборы 1995 года
В выборах Государственной думы II созыва 17 декабря 1995 года «Народное движение — Россия» принимало участие в составе Блока Ивана Рыбкина. И. Шичанин был включён в первую дюжину федерального списка блока. Впрочем блок не сумел преодолеть пятипроцентный заградительный барьер. 6 членам последнего состава группы «Россия» удалось добиться переизбрания. В. Рыжков (избран по списку движения «НДР») и А. Головков (независимый кандидат) вступили во фракцию НДР; В. Гоман и В. Медиков (независимые) присоединились к группе «Регионы России», З. Саетгалиев (избран по округу от АПР) стал членом Аграрной группы, а В. Уткин (по округу от КРО) группы «Народовластие».